# 1106
1106 (MCVI) fue un año común comenzado en lunes del calendario juliano.

## Acontecimientos
- Observación del Gran Cometa de 1106.

## Nacimientos
- Celestino III, papa.

## Fallecimientos
- 7 de agosto, Enrique IV, emperador del Sacro Imperio Romano Germánico.